# Varaqā
Varaqā (persiska: ورقا, وَرقا) är en ort i Iran.   Den ligger i provinsen Markazi, i den centrala delen av landet, 270 km sydväst om huvudstaden Teheran. Varaqā ligger 1 872 meter över havet och antalet invånare är 213.
Terrängen runt Varaqā är varierad. Runt Varaqā är det ganska glesbefolkat, med 48 invånare per kvadratkilometer. Närmaste större samhälle är Senjān, 19,4 km nordost om Varaqā. Trakten runt Varaqā består till största delen av jordbruksmark.